# چنگیز صیاد
چنگیز صیاد (زاده ۶ فروردین ۱۳۲۶ - شهرری) صداگذار و تدوین‌گر اهل ایران است.
وی در سال‌های ۱۳۷۹ و ۱۳۸۲ کاندیدای جایزه بهترین صداگذاری و میکس در جشن خانه سینما شده‌است.

## فیلم‌شناسی

### صداگذار
- هامون و دریا (۱۳۸۶)
- دهقان فداکار (۱۳۸۰)
- از کنار هم می‌گذریم (۱۳۷۹)
- ابر و آفتاب (۱۳۷۵)
- زیر درختان زیتون (۱۳۷۲)
- شکوه بازگشت (۱۳۷۱)
- زندگی و دیگر هیچ (۱۳۷۰)
- شاید وقتی دیگر (۱۳۶۶)
- باشو غریبه کوچک (۱۳۶۵)
- خانه دوست کجاست؟ (۱۳۶۵)

### صداگذاری و میکس
- آلبوم (۱۳۸۳)
- شاخه گلی برای عروس (۱۳۸۳)
- قطار کودکی (۱۳۸۱)
- امتحان (۱۳۸۰)
- آوازخوان (۱۳۷۹)
- بچه‌های نفت (۱۳۷۸)
- جمعه (۱۳۷۸)
- بید و باد (۱۳۷۷)
- کمیته مجازات (۱۳۷۷)
- مرد کوچک (۱۳۷۶)
- زن امروز (۱۳۷۵)
- نامزدی (۱۳۷۵)
- بوی پیراهن یوسف (۱۳۷۴)
- قصه‌های بازار (۱۳۷۴)
- قله دنیا (۱۳۷۴)
- خمره (۱۳۷۰)
- کلید (۱۳۶۴)

### تدوین
- مرد کوچک (۱۳۷۶)
- یکی کم است (۱۳۷۶)
- قصه‌های بازار (۱۳۷۴)
- خمره (۱۳۷۰)
- زندگی و دیگر هیچ (۱۳۷۰)

### صدابردار
- لبه تيغ (۱۳۷۱)
- كلوزآپ (۱۳۶۸)